# 돌격대지도자

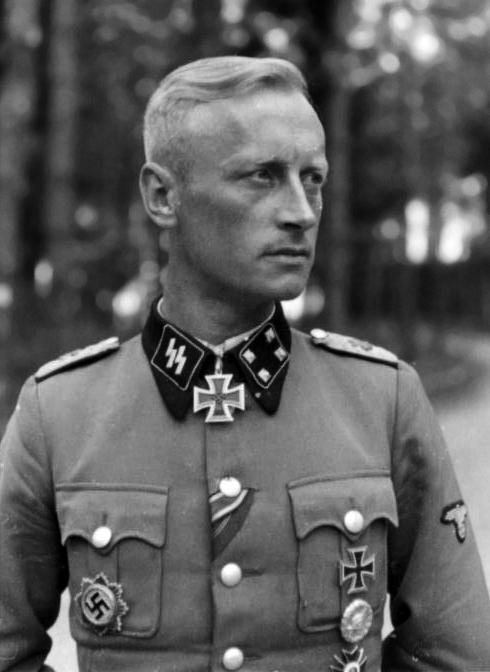
막스 한젠.

돌격대지도자(독일어: Sturmbannführer)는 나치 친위대, 돌격대, 항공기군단의 계급이다. 국방군의 소령급에 상당한다.